# Tambores de otoño
Tambores de otoño (título original: "Drums of Autumn"), es el cuarto libro de la Saga Forastera escrito por Diana Gabaldon y perteneciente al género de novela romántica y ficción histórica. Ésta entrega narra los acontecimientos y las aventuras de Jamie Fraser y su esposa Claire en el año 1767 después de que llegaran a la costa de Georgia cuando su barco naufragó. Paralelamente se cuenta la vida de Brianna, la hija de Claire y Jamie, y de Roger MacKenzie en el año 1970.
Una adaptación televisiva de la saga, llamada Outlander, se estrenó en agosto de 2014 por el canal Starz con Caitriona Balfe, Sam Heughan, Sophie Skelton y Richard Rankin, interpretando a Claire Fraser, James Fraser, Brianna Randall y Roger MacKenzie, respectivamente. La cuarta temporada de la serie, que se transmitió de noviembre de 2018 a enero de 2019, está basada en los eventos de Tambores de otoño.
La novela anterior, terminó con Jamie y Claire naufragando en la costa de Georgia en 1766, felices de estar en un lugar donde pueden empezar una nueva vida juntos.

## Trama
En Tambores de otoño, Jamie y Claire no pueden volver a Escocia debido a que Jamie sigue con pedido de captura, por lo que deciden comenzar una nueva vida en las colonias americanas junto a Fergus y el Joven Ian. El grupo se dirige primero a Charleston y luego a Wilmington, antes de establecerse en los inhóspitos cerros boscosos de Carolina del Norte con la esperanza de construir una cabaña autosustentable. La esposa de Fergus, Marsali, se quedó en la isla de Jamaica esperando la llegada del primer hijo de ambos. Al mismo tiempo, Brianna Randall y su pretendiente, el historiador Roger MacKenzie, permanecen seguros en el siglo XX. Ahora huérfana por la partida de su madre al pasado, Brianna lucha por aceptar su pérdida y satisfacer su curiosidad por un padre que nunca ha conocido, solo para descubrir una trágica "historia" que amenaza la felicidad de sus padres en el pasado. Éste descubrimiento hace que Brianna viaje sola a través del tiempo en una misión para salvar a sus padres mientras Roger va tras ella.

## Diferencias entre el libro y la serieOutlander
A continuación se detallan las principales diferencias entre el libro y la cuarta temporada de la serie Outlander.
| Diferencia                                             | Serie | Libro |
| Marsali presencia el ahorcamiento de Gavin Hayes       | Serie: Marsali y Fergus presencian la ejecución de Gavin Hayes junto a Jamie y Claire. | Libro: Marsali no presencia la ejecución de Gavin Hayes porque en los libros ni ella ni Fergus viajaban con Jamie y los demás cuando llegaron a las colonias americanas después del naufragio del Artemis. Más tarde, Fergus viaja desde Jamaica hasta las colonias pero ella se queda en Blue Mountain, la plantación de Jared en Jamaica, por estar embarazada. |
| Regresar a Escocia después de visitar a la tía Yocasta | Serie: Jamie, Claire, Marsali, Fergus y el joven Ian regresarán a Escocia en el barco Campagnia que zarpará en tres semanas por lo que mientras tanto piensan ir a visitar a la tía Yocasta en River Run. | Libro: Jamie y Claire tienen claro desde el principio que se quedaran en las colonias dado que Jamie aún es un hombre buscado por contrabando en Escocia. Desean ir a River Run porque Yocasta es la única familia que Jamie tiene en las colonias. Al único que iban enviar a Escocia era al joven Ian pero el barco Bonnie Mary en el que se embarcaría ya había zarpado. |
| La primera ley de la termodinámica                     | Serie: Antes de hacer el amor, Jamie dice que entre ellos la muerte no tiene importancia, que después de Culloden estuvo muerto pero que nunca dejó de amarla, que cuando muera su alma será suya, que nada se pierde solo se transforma. Claire relaciona estas palabras con la primera ley de la termodinámica. | Libro: Jamie y Claire tiene esta conversación en el libro pero no en esta ocasión. |
| Comprar una imprenta en Escocia                        | Serie: Con el dinero de la venta del rubí, Jamie piensa que podrá comprar una nueva imprenta en Escocia pues la suya se había destruido en el incendio del local de su imprenta. | Libro: Jamie no necesita comprar una nueva imprenta por si regresa a Escocia dado que en Viajera su imprenta se salva del incendio y la dejó en Edimburgo a buen recaudo. |
| Jamie no es un hombre buscado en Escocia               | Serie: Jamie le recuerda a Claire que, gracias a las influencias de Lord John, se había anulado la orden de búsqueda y captura que había en su contra en Escocia. | Libro: Esta orden de búsqueda y captura contra Jamie aún está vigente en el libro por lo que Jamie y Claire no pueden considerar la opción de regresar a Escocia. |
| Las noticias de Fergus y Marsali                       | Serie: Fergus y Marsali anuncian que se establecerán en Carolina del Norte y que Marsali está embarazada. | Libro: Al iniciar el libro ya se sabe que Marsali está embarazada. Por eso se ha quedado en Jamaica mientras que Fergus viajó desde allí para reunirse con los demás dado que ellos no viajaban en el barco que llevó a Jamie y Claire hasta las costas de Georgia. |
| Bonnet no oculta su identidad cuando ataca a Claire.   | Serie: Bonnet sorprende a Lesley, Ian, Claire y Jamie mientras duermen en la cabina del bote. Logra que Jamie lo persiga fuera de la cabina y deja a los demás dentro. | Libro: Claire está sola en la cabina cuando irrumpen los piratas. Inicialmente no reconoce a Bonnet porque lleva un pañuelo que le tapa media cara. La voz le parece conocida pero no lo reconoce hasta que Bonnet se quita el pañuelo. Si bien en la serie Bonnet no usa un pañuelo para ocultar su identidad, cuando él y sus compañeros piratas se bajan de la embarcación, puede verse que uno de sus compañeros sí tiene un pañuelo en la cara, el cual usa como si fuera un barbijo que le tapa la boca y la nariz.   |
| Bonnet roba el anillo de plata de Claire               | Serie: Bonnet le pide sus anillos a Claire. Ella no quiere entregarlos y se los mete en la boca para intentar tragárselos. Bonnet mete un dedo a la fuerza en la boca de Claire y logra sacar uno de sus anillos. Al recogerlo del suelo se ve que es el anillo de boda que le dio Jamie. | Libro: El pirata Roberts, uno de los acompañantes de Bonnet, es quien se ensaña con los anillos de Claire. Para forzar que lo escupa, le pega en la cara logrando que uno de los anillos salga pero en ese instante no sabemos cual de los anillos se lleva. |
| Claire escupe el anillo de Frank                       | Serie: Luego de irse Bonnet, Claire escupe el anillo que le quedaba. Con dolor ve como en sus manos cae el anillo de oro de su boda con Frank. | Libro: Claire realmente se traga el anillo que quedó en su boca. Tras recuperarse del ataque Jamie prepara una mezcla para hacerla vomitar y recuperar el anillo. Así descubren que en realidad los piratas se habían llevado su anillo de oro de Frank. |
| El beso en el coche                                    | Serie: Roger conduce hacia el festival. Brianna lo sorprende con un beso en los labios. | Libro: Brianna es quien conduce hasta el festival. Antes de llegar termina confesándole a Roger que estaba muy enamorada de él pero no sabía si era tan maravilloso con ella porque su madre se lo había pedido o por si era algo más. En ese momento Roger la besaba como muestra del amor que sentía mientras ella intentaba aparcar el coche. |
| Ser feliz siendo un impresor                           | Serie: De camino a Woolam’s Creen el caballo de Jamie necesita un cambio de herradura. Mientras lo hace CLaire le pregunta si verdaderamente será feliz volviendo a llevar una imprenta. Jamie le dice que no le fue mal como impresor y que lo hará por el bien de su familia. | Libro: Esta posibilidad de Jamie volver a dedicarse a la imprenta no se contempla en este momento de la saga. |
| Fergus busca colonos                                   | Serie: Jamie le pide a Fergus que busque colonos para él entre los Highlanders de los alrededores haciendo especial énfasis en los ex-prisioneros de Ardsmuir que fueron transportados a las colonias. | Libro: Fergus regresa a Jamaica poco después de que llegan a River Run en verano de 1767. Esta tarea de buscar colonos Jamie se la confía a Duncan Innes quien es el más adecuado para la tarea pues conoce a todos los ex-prisioneros de Ardsmuir. |
| Roger investiga y descubre el cerro Fraser             | Serie: Roger encuentra en el libro que le regaló Brianna una referencia a un asentamiento de colonos escoceses en Carolina del Norte, conocido como el cerro Fraser. Esto le lleva a escribirle a la autora del libro para obtener más información referente a este asentamiento. Roger recibe contestación de la autora del libro y los documentos que recibe confirman que Jamie recibió tierras en las montañas de Carolina del Norte, que su asentamiento se conocía como el cerro Fraser y que vivía allí con su esposa Claire, que era sanadora.                                                                                               | Libro: Esta información no forma parte de las claves que logran recopilar Roger y Brianna para encontrar en el tiempo a Jamie y Claire, además el descubrimiento de Roger no ocurre en el libro. |
| La noticia de la muerte de Jamie y Claire              | Serie: La noticia de la muerte de Jamie y Claire dice que murieron en un incendio en su casa del cerro Fraser. La fecha del documento está incompleta y solo se sabe que es el 21 de enero pero el año podría ser cualquiera entre 1770 y 1779 porque el último dígito está manchado y cubierto de tinta lo que lo hace ininteligible. | Libro: La noticia del incendio que ocasionó la muerte de Jamie y Claire tiene más o menos el mismo texto aunque se sabe que la misma fue impresa en 1776 y especifica que murieron sin tener hijos. |
| El reencuentro de Jamie con Murtagh                    | Serie: Jamie envía al joven Ian a la herrería para encargar el trabajo con el candelabro y el muchacho tiene un altercado con el dueño de la forja. Jamie acude para reclamar y se lleva la gran sorpresa de que el herrero es su padrino Murtagh. | Libro: Toda esta trama no sucede en el libro pues Murtagh murió en la batalla de Culloden en 1746. |
| Muere toda la familia Mueller                          | Serie: Hacia el final del quinto episodio todos los miembros de la familia Mueller han muerto, unos por el sarampión y los demás por el incendio o por los flechazos de los indios. | Libro: En el libro solo mueren Petronella y su bebé recién nacida al ser víctimas del sarampión. |
| Brianna viaja al pasado                                | Serie: Vemos como Brianna viaja al pasado usando un vestido de época, una capa y un par de botas marrones. Es ropa que ya tenía y que no parece abrigar mucho. Se ven restos de nieve cerca de las piedras. | Libro: En el libro no se describe a Brianna pasando por las piedras pero sí se sabe que lo hizo en 1971 durante la fiesta antigua de Beltane (entre el 31 de abril y el 1 de mayo) y que luego de llegar al pasado se le vio vestida de hombre. |
| Willie recuerda a Jamie                                | Serie: Mientras van hacia la letrina, Jamie dice unas palabras en gaélico a los caballos y esto hace que Willie lo asocie con el mozo Mac. Él le pregunta si su nombre es Mac y Jamie no lo niega y no sabe decirle por qué no le había dicho antes quien era. | Libro: William no recuerda a Jamie. El niño sólo tenía seis años cuando Jamie se marchó de Helwater por lo que piensan que no es posible que Willie se acuerde de él. |
| Claire cree que Lord John es un espía                  | Serie: Claire le pregunta a Lord John si ha venido al cerro Fraser como un espía del Gobernador Tryon para confirmar la lealtad de Jamie a su causa. | Libro: Esto no ocurre en el libro. |
| Murtagh se queda con Claire para cuidar de Lord John   | Serie: Cuando Lord John enferma de sarampión, Jamie se lleva a Willie para evitar que se contagie y Murtagh se queda con Claire para cuidar de Lord John. | Libro: En el libro es el joven Ian quien se queda con Claire para cuidar de Lord John dado que Murtagh murió durante la batalla de Culloden en 1746. |
| El por qué Jamie no miró atrás                         | Serie: William le pregunta a Jamie por qué cuando se fue de Helwater no miró hacia atrás cuando él corría detrás de su caballo. Jamie le dice que quiso hacerlo pero que no miró para no darle falsas esperanzas pues pensaba que no se volverían a ver. | Libro: Nada de esto ocurre en los libros. |
| Lord John y William se despiden                        | Serie: Lord John ya está recuperado y al día siguiente se marchan del cerro. Claire le dice a Lord John que tenga esperanza que algún día él también podrá tener cara de satisfacción. Al despedirse Lord John le regala a Jamie el juego de ajedrez que llevaba consigo. Mientras parten a caballo William mira hacia atrás y sonríe a Jamie. | Libro: En el libro no se describe el momento en que se marchan Lord John y William del cerro Fraser. Lord John no le regala su ajedrez a Jamie porque éste ya había tallado un juego de ajedrez cuando Lord John llega al cerro. |
| El nuevo anillo de plata de Claire                     | Serie: Cuando Jamie y Claire están a solas, él la está ayudando a bañarse y le hace entrega de un hermoso anillo de plata decorado al estilo de las Tierras Altas escocesas y con una hermosa inscripción con un trozo del poema de Cátulo. Éste anillo fue forjado por Murtagh y viene a sustituir el anillo de hierro que Bonnet le había robado. | Libro: Esto no ocurre en este libro. Jamie sí le da un anillo como éste a Claire pero es en Forastera, el primer libro de la saga, para sustituir el anillo de Brian, el padre de Jamie, que Claire se puso durante la ceremonia de la boda y le quedaba grande. |
| Brianna se lastima un tobillo                          | Serie: Al cruzar por la piedras Brianna pone rumbo al puerto de Ayr. Poco después se cae y se lastima el tobillo. Ha llevado cerillas y emparedados de mermelada. Intenta seguir su camino pero al día siguiente ya no puede más y cae en el camino. | Libro: En realidad en el libro no se menciona nada de lo que le ocurre a Brianna desde que cruza las piedras a final de abril hasta que llega a Lallybroch en junio de 1769. Tampoco sabemos lo que llevó consigo. Claire sí llevó emparedados en su segundo viaje al pasado. |
| Roger cruza al primer intento                          | Serie: Roger llega con Fiona a un Craigh na Dun lleno de nieve para viajar al pasado. En su primer y único intento Roger desaparece ante los ojos de Fiona. | Libro: Roger viaja al pasado el 20 de junio de 1971. En su primer intento de viajar en el tiempo es devuelto rápidamente envuelto en llamas y Fiona, que lo ha acompañado, ayuda a apagarlas para salvarlo. No viajó porque pensó en su padre al viajar y se puede viajar a tiempos donde uno mismo ya existe. En este intento se pulveriza la gema de su madre que llevaba como protección. Entonces, Fiona le da su anillo de bodas y Roger concentrándose en Bree logra viajar al pasado.                                |
| Laoghaire acusa a Brianna por brujería                 | Serie: Brianna confiesa a Laoghaire que debe encontrar a sus padres para salvarlos de un incendio que pasara. Laoghaire enloquece pensando que Jamie y Claire enviaron a Brianna como parte de un complot en su contra. Entonces la acusa de ser una bruja como su madre y le revela quien es. Brianna quiere irse pero Laoghaire la encierra para acusarla por brujería. | Libro: Nada de esto ocurre en el libro pues Brianna nunca llega a estar en casa de Laoghaire ni ella la acusa de ser bruja. La única y breve vez que se ven es en Lallybroch. |
| Roger se cruza con Fergus                              | Serie: En su búsqueda de Brianna, Roger se cruza con Fergus a la entrada de una taberna y le pregunta si ha visto a la chica. El francés le dice que no la conoce y ambos prosiguen su camino. | Libro: Roger no llega a encontrarse con Fergus en Wilmington pues el francés se encuentra encarcelado a la espera de juicio en Cross Creek cuando Roger está allí. |
| Jamie se entera de una emboscada a los reguladores     | Serie: Durante la obra teatral, el Gobernador Tryon le cuenta a Jamie que esa misma noche los reguladores tienen planeado un asalto pero sufrirán una emboscada por parte de los soldados ingleses. | Libro: La trama de los reguladores no ocurre en el libro por lo que Jamie no se entera de ninguna emboscada ni tiene que ayudarlos. |
| Brianna va con Bonnet a una habitación en la taberna   | Serie: Cuando Brianna pide a Bonnet comprarle el anillo de su madre, él le dice que se retiren a otro lugar más apartado para que el resto no conozca sus artes para la negociación. Así llegan a una habitación contigua al salón de la taberna. | Libro: Para negociar la compra del anillo, Bonnet cita a Brianna al día siguiente en su barco, el Gloriana. |
| La violación de Brianna                                | Serie: Bonnet golpea a Brianna quien intenta escapar pero él la tira al suelo, le quita las botas y la acuesta sobre la mesa. Entonces, se ve cómo Bonnet cierra la puerta de la habitación mientras el resto de clientes de la taberna siguen jugando y bebiendo ignorando los golpes y gritos que tienen lugar tras la puerta. Luego, vemos a Brianna toda golpeada que se levanta de la mesa y a un Bonnet con el pelo todo agitado que se abrocha los pantalones y que dice entre otras cosas, que no esperaba que ella no fuera virgen. Brianna recoge sus botas y se va a su habitación luego de haber tomado el anillo de hierro de su madre. | Libro: Diana Gabaldon describe todo el suceso de la violación pero no en el momento que sucede sino dos meses después cuando Brianna le cuenta a Claire lo sucedido. Por esto, el lector sabe todo lo que ha sucedido en la violación pero no en el momento en que ocurre como en la serie. La violación tiene lugar en el Gloriana, el barco de Bonnet, por lo que no hay clientes escuchando lo que pasa. Como es Brianna quien relata el suceso no sabemos si había marineros en el barco escuchando todo lo que pasaba. |
| Bonnet exige a Roger completar su trabajo              | Serie: Cuando Bonnet ve a Roger en la taberna le recuerda que el viaje no ha terminado y que su contrato estará vigente hasta llegar al puerto final del viaje que es Philadelphia. | Libro: Luego de separarse de Brianna, Roger no se encuentra con Bonnet en Wilmington. Al contrario, Roger estaba decidido a encontrar a Bonnet para robarle las gemas que necesitaban y parte para New Bern donde pensaba que debía estar Bonnet. |
| Brianna quiere ir a River Run                          | Serie: Brianna informa a Lizzie que ese mismo día partirán para Cross Creek con la intención de ir a River Run para saber dónde está su madre. | Libro: Brianna decide ir a Cross Creek porque Lizzie oye la noticia de que la próxima semana Jamie Fraser estará allí. Esto lo sabe desde antes de encontrarse con Roger y es una de las razones por la cual habían decidido seguir caminos separados aún antes de pelearse. Ella iría a Cross Creek a encontrar a su padre y él iría a robar las piedras preciosas que necesitaban para regresar a su época. |
| Claire le cuenta a Jamie lo sucedido a Brianna         | Serie: Luego de que Brianna le cuenta a Claire sobre la violación y su embarazo, Claire se lo cuenta todo a Jamie. | Libro: Lizzie es quien le cuenta a Jamie que un hombre se llevó a la fuerza a Brianna y que luego esa noche ella llegó con sangre en sus pantalones pues lo vio al lavar su ropa. También le cuenta que Brianna está embarazada. Lizzie lo hace luego de ver junto al joven Ian que MacKenzie se estaba cerca del cerro Fraser. Claire se entera de lo sucedido a Brianna después de Jamie. |
| ¿Mataste a Randall?                                    | Serie: En la conversación sobre lo que pasó con Jonathan Randall, Brianna le pregunta a Jamie si finalmente lo mató pues sabía que había querido matarlo en París. | Libro: Jamie no recuerda casi nada de lo que vivió en Culloden por lo que no sabe si lo mató. Solo sabe que al despertar en el campo de batalla su cadáver estaba sobre él. |
| Lo que extrañan de su tiempo                           | Serie: Mientras doblan la ropa tendida, Brianna y Claire hablan de las cosas que extrañan de su tiempo. | Libro: Esto no ocurre en este libro. En libros siguientes sí hay alguna ocasión en la que se comentan cosas que extrañan de su tiempo. |
| Bree y Lord John hablan sobre Willie                   | Serie: Lord John le cuenta a Bree que tiene un hijo y termina confesándole que aunque no es su hijo biológico lo ama intensamente y que está seguro de que Roger podrá llegar a amar al bebé que Brianna lleva en su vientre. | Libro: Esta conversación ocurre mucho más adelante en la historia luego de que Lord John queda herido tras la explosión que ocurre en la cárcel cuando van a visitar a Bonnet. |
| Fergus y Marsali saben lo de Wentworth                 | Serie: Mientras hablan sobre rescatar a Murtagh, Fergus y Marsali dicen que les gustaría que Jamie y Claire estuvieran allí para ayudarlos en el rescate. Luego Marsali menciona que Claire arriesgó su vida para salvar la de Jamie al rescatarlo de la prisión de Wentworth. | Libro: Fergus y Marsali no saben lo que ocurrió en Wentworth. Murtagh se llevaría este secreto de Jamie a la tumba. Luego de la batalla sólo Jamie, Claire e Ian padre saben lo que allí ocurrió y ellos tampoco revelarían este secreto a nadie. |
| Jamie, Claire e Ian llegan a la aldea                  | Serie: En 1790, Jamie, Claire e Ian llegan a la aldea mohawk donde está Roger. Jamie los espía pero no logra ver a Roger entre ellos. Como se percata de que los mohawks los están vigilando decide que es hora de que se presenten en la aldea. Los mohawk se muestran interesados en ellos pero terminan expulsándolos de la aldea. | Libro: Jamie, Claire e Ian nunca son expulsados de la aldea. Cuando queman al padre Alexandre, ellos ya llevan una semana en la aldea. Por eso cuando Roger regresa con la expedición de caza es llevado rápidamente a la tienda como prisionero para que no lo vean. |
| Preguntando por Roger                                  | Serie: El joven Ian intenta comunicarse con ellos con lo poco que sabe de mohawk y muestra el amuleto que le dieron a cambio y el dibujo de Roger que hizo Brianna. Algunos mohawks se interesan y él les dice que están dispuestos a hacer trueque a cambio del hombre. Ian reconoce a Kaheroton como el mohawk al cual le entregó a Roger. Kaheroton los lleva con el jefe de la tribu. | Libro: Cuando queman al padre Alexandre, Jamie, Claire y el joven Ian ya llevan una semana en la aldea con los mohawk. Durante esos días, Jamie y el joven Ian se reunían con el consejo y el sachem (jefe) de la aldea para ver si aceptaban un intercambio para liberar a Roger. Los mohawk nunca les dejan en claro si tienen o no a Roger, pero el joven Ian averigua por medio de su amiga mohawk Emily y del consejo de mujeres que éste sí se encuentra en la aldea.                                                 |
| El ópalo a cambio de Roger                             | Serie: Claire le propone a Wahkatiiosta intercambiar el ópalo a cambio de Roger. Ésta le propone ayudarlos a rescatar a Roger a cambio de la piedra dado que no todos en la aldea comparten su visión de que tener el ópalo en su poder sea una buena idea. | Libro: Nada de esto ocurre en el libro. |
| Ian se queda con los mohawk                            | Serie: El joven Ian convence al consejo del intercambio pero se ofrece él mismo para quedarse en lugar de Roger. Le pide disculpas a su tío y le dice que se pueden ir con Roger. Le ha dado su palabra a los mohawk de que no escapará y le pide que no vengan a rescatarlo. | Libro: Claire, Jamie y Roger llevan dos días de estar encerrados en la tienda cuando el joven Ian entra para informarles de que el consejo lo había aceptado para sustituir al mohawk que había muerto y que los tres eran libres. |
| Brianna da a luz sin sus padres                        | Serie: Brianna da a luz a un niño asistida por Fedra y Lizzie y en compañía de su tía Yocasta. Luego del parto se queda dormida y cuando despierta Yocasta le informa que tuvo un niño a quien rápidamente le ponen en sus brazos. | Libro: Brianna da a luz pocos días después del regreso de Jamie y Claire a River Run. Claire ejerce de comadrona y Jamie está junto a su hija durante todo el proceso. Fedra estuvo allí ayudando puntualmente a Claire y es quien les anuncia a los demás del nacimiento del niño. Brianna no se queda dormida como en la serie y Claire pone al niño en sus brazos luego de examinarlo. |
| El regreso de Roger                                    | Serie: Brianna está lista para regresar al cerro Fraser con sus padres cuando ve por la ventana que alguien llega a River Run. Su instinto le dice que es Roger y no se equivoca. Sale corriendo hacia él, se funden en un abrazo y se reconcilian inmediatamente. | Libro: Poco después del parto de Brianna en mayo, la familia Fraser regresa al cerro. Roger regresa al cerro a mediados de junio. El reencuentro entre Brianna y Roger es más bien frío y lleno de dudas. Ella le pregunta a Roger por qué regresó y él contesta que no lo sabía. Por otra parte ella no quiere a Roger a su lado por obligación y parece seguir algo afectada por lo vivido con Bonnet. Finalmente se reconcilian plenamente casi dos meses después del regreso de Roger al cerro.                         |
| Soldados ingleses en River Run                         | Serie: Roger y Brianna se apartan ante la llegada a toda prisa de un grupo de soldados ingleses. Yocasta pide a Ulises que esconda a Murtagh. Los soldados entran a la casa y le entregan una carta a Jamie. | Libro: Nada de esto ocurre en los libros. |
| La carta del gobernador Tryon para Jamie               | Serie: En la carta, fechada en junio de 1770, el gobernador le pide a Jamie que forme una milicia para combatir a los reguladores y que su primera misión es encontrar y matar al líder del grupo de reguladores: Murtagh FitzGibbons. | Libro: En el quinto libro, La cruz ardiente, Jamie recibe una carta del gobernador Tryon pidiéndole que forme una milicia para luchar contra los reguladores pero en ningún momento le pide que encuentre o mate a alguien y mucho menos a Murtagh quien había muerto en la batalla de Culloden en 1746. |